# Tiddis

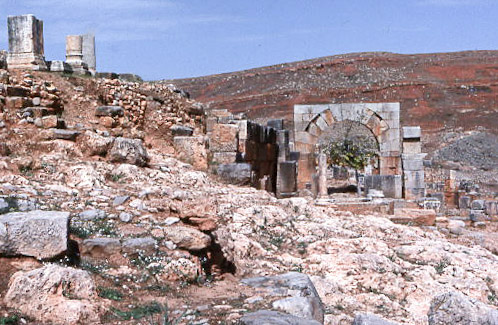
Tiddis

Tiddis, auch Castellum Tidditanorum (lateinisch „Kastell der Tidditaner“), war eine antike römische Stadt in der nordafrikanischen Provinz Numidia im heutigen Algerien. Sie liegt auf einem Hügel oberhalb des Flusses Rhumel, etwa 15 Kilometer nordwestlich von Cirta (heute Constantine), einer römischen Kolonie, zu deren Territorium Tiddis gehörte.
Der Ort ist teilweise archäologisch erforscht und ausgegraben worden. Funde insbesondere aus der Nekropole zeigen, dass Tiddis ursprünglich eine einheimische Siedlung war, die im Lauf der Zeit römisch geprägt wurde. Zu den ausgegrabenen Bauten gehören eine Thermenanlage und ein Tempel des Saturnus.
Aus Tiddis stammte der römische Senator und Heerführer Quintus Lollius Urbicus. Seine Statue stand, wie die erhaltene Basis zeigt, auf dem Forum; das Mausoleum seiner Familie befand sich nördlich der Stadt.
In der Spätantike (spätestens ab dem 5. Jahrhundert) war Tiddis Sitz eines Bischofs  (die Reste von zwei christlichen Basiliken wurden entdeckt). Als Tiddi ist es ein Titularbistum der Römisch-Katholischen Kirche.